# Mikroregiony v Pardubickém kraji
Mikroregiony jsou regiony malého geografického měřítka. V Pardubickém kraji byly zakládány od roku 1998 a jejich celkový počet se v čase proměňuje, proto může být následující seznam neúplný či neaktuální.
| Název                                             | Sídlo                                                                     | Okres                                                                     | Účel |
| ------------------------------------------------- | ------------------------------------------------------------------------- | ------------------------------------------------------------------------- | --- |
| Centrum Železných hor                             | Nasavrky                                                                  | Chrudim                                                                   | vytvoření společné koncepce a realizace rozvoje v oblasti: ekologické, ekonomické, kulturní, sociální, sportovní a turistické, výstavby, hospodářské, údržby a ošetřování pietních míst za účelem efektivního skloubení požadavků všech obcí. |
| Českomoravské pomezí                              | Litomyšl                                                                  | Svitavy, Ústí nad Orlicí                                                  | především aktivně přispívat k rozvoji cestovního ruchu |
| Dobrovolný svazek obcí Holicka                    | Holice                                                                    | Pardubice, Ústí nad Orlicí                                                | Řešení úkolů z oblasti školství, sociální péče, zdravotnictví, kultury, požární ochrany, veřejného pořádku, ochrany životního prostředí, cestovního ruchu a péče o zvířata, zabezpečení čistoty obce, správy veřejné zeleně a veřejného osvětlení, shromažďování a odvoz komunálních odpadů a jejich nezávadného zpracovávání, využití nebo zneškodnění, zásobování vodou, odvádění a čištění odpadních vod, zavádění, rozšiřování inženýrských sítí, systémů veřejné osobní dopravy k zajištění dopravní obslužnosti daného území, atd. |
| Dobrovolný svazek obcí Tichá Orlice – v likvidaci | Borohrádek                                                                | Rychnov nad Kněžnou, Ústí nad Orlicí                                      | Správa sdružených vodovodů a kanalizací a spolupráce členských obcí ve všech odvětvích. |
| Heřmanoměstecko                                   | Heřmanův Městec                                                           | Chrudim, Pardubice                                                        | všeobecná ochrana životního prostředí v zájmovém území, společný postup při dosahování ekologické stability zájmového území, koordinace významných investičních akcí v zájmovém území, koordinace obecních územních plánů a územní plánování v regionálním měřítku, podpora vzniku podmínek pro vytváření pracovních příležitostí, zastupování členů svazku při jednání o společných věcech s třetími osobami (orgány státní správy aj.), propagace svazku a jeho zájmového území aj. |
| Kraj Smetany a Martinů                            | Polička                                                                   | Svitavy                                                                   | systematická podpora rozvoje turistiky a vytváření podmínek pro její všestranný rozvoj, společná cílená propagace a reklama v oblasti cestovního ruchu, poskytování informací s vazbou na turistický ruch veřejnosti a návštěvníkům mikroregionu, příprava realizace společných propagačních projektů, podpora rozvoje rekreačních, kulturních, sportovních a konferenčních aktivit s vazbou na turistiku a vzájemná spolupráce v těchto oblastech, vzájemná spolupráce při získávání finančních zdrojů pro aktivity sdružení, spolupráce s českými a zahraničními institucemi s posláním obdobným s cíli sdružení. |
| Lanškrounsko                                      | Lanškroun                                                                 | Ústí nad Orlicí                                                           | Řešení systému veřejné dopravy k zajištění dopravní obslužnosti v zájmovém území obcí-členů svazku, společný postup při řešení zaměstnanosti v zájmovém území svazku, společný postup při řešení zemědělství, zdravotnictví, cestovního ruchu a využití volného času, řešení úkolů ochrany životního prostředí, poradenská a informační pomoc členům svazku aj. |
| Mikroregion Brněnec                               | Brněnec                                                                   | Svitavy                                                                   | hájení oprávněných ekonomických, sociálních, společenských a kulturních zájmů obyvatel regionu, řešení problémů přesahujících rámec a možnosti jednotlivých obcí, zjm. se jedná o úkoly v oblasti školství, sociální péče, zdravotnictví, kultury, požární ochrany, veřejného pořádku, ochrany životního prostředí, cestovního ruchu, zabezpečování čistoty obce, správy veřejné zeleně a veřejného osvětlení, shromažďování a odvoz komunálních odpadů a jejich nezávadného zpracovávání, využití nebo zneškodnění, zásobování vodou, odvádění a čištění odpadních vod, zavádění, rozšiřování inženýrských sítí, systémů veřejné osobní dopravy k zajištění dopravní obslužnosti daného území, správy majetku obcí atd. |
| Mikroregion Chrudimsko                            | Chrudim                                                                   | Chrudim                                                                   | další rozvoj měst a obcí, které se stanou členy svazku obcí, jejich vyrovnání evropským standardům a vývojovým trendům 21. stol. ve všech oblastech lidského života. Rozhodujícími problémy, které bude svazek řešit, je zjm. snižování nezaměstnanosti, zlepšování životního prostředí, rozvoj ekonomiky, infrastruktury, cestovního ruchu a dalších oblastí jež korespondují s cíli a posláním svazku. |
| Mikroregion Litomyšlsko                           | Litomyšl                                                                  | Chrudim, Svitavy, Ústí nad Orlicí                                         | realizace strategického plánu trvale udržitelného rozvoje regionu svazku obcí a dalších aktivit v oblasti ekonomického rozvoje, rozvoje venkova, kvality života, ochrany životního prostředí, rozvoje cestovního ruchu, propagace regionu a vytváření příznivých vnitřních a vnějších vztahů schválených orgány svazku obcí. Svazek obcí může vyvíjet vlastní hospodářskou činnost. |
| Mikroregion Poličsko                              | Polička                                                                   | Svitavy                                                                   | hájení oprávněných ekonomických, sociálních, společenských a kulturních zájmů obyvatel regionu, řešení problémů přesahujících rámec a možnosti jednotlivých obcí, zjm. se jedná o úkoly v oblasti školství, sociální péče, zdravotnictví, kultury, požární ochrany, veřejného pořádku, ochrany životního prostředí, cestovního ruchu, zabezpečování čistoty obce, správy veřejné zeleně a veřejného osvětlení, shromažďování a odvoz komunálních odpadů a jejich nezávadného zpracovávání, využití nebo zneškodnění, zásobování vodou, odvádění a čištění odpadních vod, zavádění, rozšiřování inženýrských sítí, systémů veřejné osobní dopravy k zajištění dopravní obslužnosti daného území, správy majetku obcí atd. |
| Mikroregion Severo-Lanškrounsko                   | Dolní Čermná                                                              | Ústí nad Orlicí                                                           | koordinace jednotlivých potřeb obcí v oblasti regionu. Společné vystupování a jednání ve vztahu k orgánům státní správy, krajské samosprávy, apod. Společný postup při řešení úkolů v oblasti: cestovního ruchu, životního prostředí, odpadového hospodářství, školství, dopravní obslužnosti, propagace a další informace. |
| Mikroregion Skutečsko - Ležáky                    | Vrbatův Kostelec                                                          | Chrudim                                                                   | všeobecná ochrana životního prostředí v zájmovém území, společný postup při dosahování ekologické stability zájmového území, koordinace významných investičních akcí v zájmovém území, koordinace obecních územních plánů a územní plánování v regionálním měřítku, podpora vzniku podmínek pro vytváření pracovních příležitostí, zastupování členů svazku při jednání o společných věcech s třetími osobami (orgány státní správy aj.), propagace svazku a jeho zájmového území aj. |
| Mikroregion Svitavsko                             | Svitavy                                                                   | Svitavy                                                                   | realizace strategického plánu trvale udržitelného rozvoje regionu svazku obcí a dalších aktivit v oblasti ekonomického rozvoje, rozvoje venkova, kvality života, ochrany životního prostředí, rozvoje cestovního ruchu, propagace regionu a vytváření příznivých vnitřních a vnějších vztahů schválených orgány svazku obcí. Svazek obcí může vyvíjet vlastní hospodářskou činnost. |
| Svratecko-křetínský trojúhelník v likvidaci       | Bystré                                                                    | Žďár nad Sázavou, Svitavy, Blansko                                        | rozvoj regionu |
| Mikroregion Vysokomýtsko                          | Vysoké Mýto                                                               | Ústí nad Orlicí                                                           | realizace strategického plánu trvale udržitelného rozvoje regionu svazku obcí a dalších aktivit v oblasti ekonomického rozvoje, rozvoje venkova, kvality života, ochrany životního prostředí, rozvoje cestovního ruchu, propagace regionu a vytváření příznivých vnitřních a vnějších vztahů schválených orgány svazku obcí. Svazek obcí může vyvíjet vlastní hospodářskou činnost. |
| Mikroregion západně od Chrudimi                   | Heřmanův Městec                                                           | Chrudim                                                                   | spolupráce sdružených obcí v oblasti hospodaření s odpadními vodami a ostatními odpady, školství a tělovýchovy, kultury, tvorby a údržby krajiny, koordinace dopravy a výhledových plánů obcí v rámci Programů obnovy venkova, společný postup při využívání programů EU, poskytování nebo zprostředkování služeb a další nespecifikovaná činnost. |
| Mikroregion Železné hory                          | Ronov nad Doubravou                                                       | Chrudim                                                                   | ochrana společných zájmů účastníků v oblasti životního prostředí, průmyslu, dopravy, zemědělství, rozvoje služeb a řemesel, obnovy venkova. Rozvíjení partnerských vztahů mezi sdruženími a ostatními oblastmi v tuzemsku a zahraničí a společné zastupování účastníků sdružení v těchto záležitostech. |
| Pod Bukovou horou                                 | Dolní Čermná                                                              | Ústí nad Orlicí                                                           | koordinace jednotlivých potřeb obcí v oblasti regionu. Společné vystupování a jednání ve vztahu k orgánům státní správy, krajské samosprávy, apod. Společný postup při řešení úkolů v oblasti: cestovního ruchu, životního prostředí, odpadového hospodářství, školství, dopravní obslužnosti, propagace apod. |
| Podhůří Železných hor                             | Choltice                                                                  | Pardubice                                                                 | ochrana a prosazování společných zájmů členských obcí, v jednotlivostech potom zejména spolupráce členských obcí při obnově a rozvoji venkova, při přípravě a realizaci rozvojových programů EU a činnosti podle §50, odst.1 zák.č. 128/2000Sb., o obcích.Předmětem činnosti jsou i takové akce a aktivity, které se z objektivních důvodů týkají jen některých členských obcí, pokud jsou v souladu se zájmy a záměry svazku. Svazek je oprávněn zakládat podle platné právní úpravy samostatně nebo s dalšími osobami podnikatelské a nepodnikatelské subjekty. |
| Region Moravskotřebovska a Jevíčska               | Moravská Třebová                                                          | Svitavy                                                                   | hájení oprávněných ekonomických, sociálních, společenských a kulturních zájmů obyvatel regionu, řešení problémů přesahujících rámec a možnosti jednotlivých obcí, zjm. se jedná o úkoly v oblasti školství, sociální péče, zdravotnictví, kultury, požární ochrany, veřejného pořádku, ochrany životního prostředí, cestovního ruchu, zabezpečování čistoty obce, správy veřejné zeleně a veřejného osvětlení, shromažďování a odvoz komunálních odpadů a jejich nezávadného zpracovávání, využití nebo zneškodnění, zásobování vodou, odvádění a čištění odpadních vod, zavádění, rozšiřování inženýrských sítí, systémů veřejné osobní dopravy k zajištění dopravní obslužnosti daného území, správy majetku obcí atd. |
| Region Orlicko-Třebovsko                          | Ústí nad Orlicí                                                           | Svitavy, Ústí nad Orlicí                                                  | realizace strategického plánu trvale udržitelného rozvoje regionu svazku obcí a dalších aktivit v oblasti ekonomického rozvoje, rozvoje venkova, kvality života, ochrany životního prostředí, rozvoje cestovního ruchu, propagace regionu a vytváření příznivých vnitřních a vnějších vztahů schválených orgány svazku obcí. Svazek obcí může vyvíjet vlastní hospodářskou činnost. |
| Regionální svazek obcí Bohdanečsko                | Lázně Bohdaneč                                                            | Pardubice                                                                 | spolupráce členských obcí při zajišťování všech životních potřeb občanů obcí Svazku, spolupráce s jinými obcemi a svazky i zahraničními, propagace obcí a území Svazku, hájení a prosazování společných zájmů obcí Svazku, rozvoj území zaujímaného Svazkem. |
| Rozvoj regionu obcí Pod Zemskou branou            | Žamberk                                                                   | Ústí nad Orlicí                                                           | spolupráce členských obcí v oblasti ochrany životního prostředí, cestovního ruchu, rozvoje infrastruktury, dopravní obslužnosti, sociální politiky a územního plánu. |
| Sdružení obcí mikroregionu Hlinecko               | Hlinsko                                                                   | Chrudim, Žďár nad Sázavou                                                 | další rozvoj měst a obcí, které se stanou členy svazku obcí, jejich vyrovnání evropským standardům a vývojovým trendům 21. stol. ve všech oblastech lidského života. Rozhodující problémy, které bude svazek řešit - zjm. snižování nezaměstnanosti, zlepšování životního prostředí, rozvoj ekonomiky, infrastruktury, cestovního ruchu a dalších oblastí, jež korespondují s cíli a posláním svazku. |
| Sdružení obcí mikroregionu Litomyšlsko - Desinka  | Dolní Újezd                                                               | Svitavy                                                                   | realizace strategického plánu trvale udržitelného rozvoje regionu svazku obcí a dalších aktivit v oblasti ekonomického rozvoje, rozvoje venkova, kvality života, ochrany životního prostředí, rozvoje cestovního ruchu, propagace regionu a vytváření příznivých vnitřních a vnějších vztahů schválených orgány svazku obcí. Svazek obcí může vyvíjet vlastní hospodářskou činnost. |
| Sdružení obcí Orlicko                             | Žamberk                                                                   | Ústí nad Orlicí                                                           | realizace závěrů Strategického plánu rozvoje Orlicka, podpora rozvoje cestovního ruchu a turistiky, řešení systému veřejné dopravy k zajištění dopravní obslužnosti v zájmovém území, společný postup při řešení zaměstnanosti, zdravotnictví, v oblasti propagace a informatiky, apod. |
| Sdružení obcí Toulovcovy Maštale                  | Proseč                                                                    | Chrudim, Svitavy, Ústí nad Orlicí                                         | realizace strategického plánu trvale udržitelného rozvoje regionu svazku obcí a dalších aktivit v oblasti ekonomického rozvoje, rozvoje venkova, kvality života, ochrany životního prostředí, rozvoje cestovního ruchu, propagace regionu a vytváření příznivých vnitřních a vnějších vztahů schválených orgány svazku obcí. Svazek obcí může vyvíjet vlastní hospodářskou činnost. |
| Svazek obcí – Zelená Energie – v likvidaci        | Vítějeves                                                                 | Svitavy                                                                   | hájení oprávněných ekonomických, sociálních, společenských a kulturních zájmů obyvatel svazku a řešení problémů, přesahujících rámec a možnosti jednotlivých obcí. V návaznosti na výše uvedené skutečnosti bude svazek realizovat výstavbu a provoz alternativních zdrojů energie. A to zejména v oblasti využití energie větru, slunce, biomasy a systémů palivových článků. |
| Svazek obcí Košumberska                           | Luže                                                                      | Chrudim, Ústí nad Orlicí                                                  | další rozvoj měst a obcí, které se stanou členy svazku obcí a jejich vyrovnání evropským standardům a vývojovým trendům 21. stol. ve všech oblastech lidského života. Rozhodujícími problémy, které bude svazek řešit, je zjm. snižování nezaměstnanosti, zlepšování životního prostředí, rozvoj ekonomiky, infrastruktury, cestovního ruchu a dalších oblastí jež korespondují s cíli a posláním svazku. |
| Svazek obcí Loučná                                | Sezemice                                                                  | Pardubice                                                                 | ochrana a prosazování společných zájmů členských obcí, v jednotlivých případech potom zjm. spolupráce členských obcí při obnově a rozvoji venkova, při přípravě a realizaci rozvojových programů EU a činnosti dle zákona o obcích. Předmětem činnosti jsou i takové akce a aktivity, které se z objektivních důvodů týkají jen některých členských obcí, pokud jsou v souladu se zájmy a záměry svazku. Svazek je oprávněn zakládat dle platné právní úpravy samostatně nebo s dalšími osobami podnikatelské i nepodnikatelské subjekty. |
| Svazek obcí pod Kunětickou horou                  | Srch                                                                      | Pardubice                                                                 | spolupráce členských obcí v oblasti řešení problematiky mikroregionu a strategie rozvoje spravovaného území dle zákona o obcích v platném znění. |
| Svazek obcí Za Letištěm                           | Pardubice                                                                 | Pardubice                                                                 | ochrana a prosazování společných zájmů členských obcí, v jednotlivých případech potom zjm. spolupráce členských obcí při obnově a rozvoji venkova, při přípravě a realizaci rozvojových programů EU a činnosti dle zákona o obcích. Předmětem činnosti jsou i takové akce a aktivity, které se z objektivních důvodů týkají jen některých členských obcí, pokud jsou v souladu se zájmy a záměry svazku. |
| legenda                                           | šedou barvou jsou označeny DSO zaniklé nebo směřující k výmazu z evidence | šedou barvou jsou označeny DSO zaniklé nebo směřující k výmazu z evidence | šedou barvou jsou označeny DSO zaniklé nebo směřující k výmazu z evidence |